# 비합리성
비합리성(Irrationality), 비이성, 비논리는 합리성 없이 인식하고, 생각하고, 말하고, 행동하는 것을 말한다.
비합리성은 다른 합리적인 대안보다 덜 유용하거나 더 비논리적인 사고와 행동이라는 부정적인 의미를 갖는 경우가 많다. 비합리성의 개념은 앨버트 엘리스의 합리정서행동치료에서 특히 중요하다. 여기서는 특히 인간이 융통성 없고 비현실적이며 절대주의적이고 가장 중요하게는 자기 패배적이고 사회적으로 패배하고 파괴적이다.
그러나 비합리성이 항상 부정적인 것으로 간주되는 것은 아니다. 문학의 많은 주제는 비합리적인 것에 대한 인간의 갈망의 표현으로 볼 수 있다. 낭만주의자들은 계몽주의 시대와 산업 혁명이 가져온 무미건조하고 계산적이며 감정이 없는 철학보다 비합리성을 더 중요하게 여겼다. 다다 초현실주의 예술 운동은 "이성과 논리를 거부"하는 수단으로 비합리성을 수용했다. 예를 들어, 앙드레 브르통은 많은 현대 사회 문제의 원인으로 여겨지는 순수한 논리와 이성을 거부한다고 주장했다.

## 같이 보기
- 부조리